# Amanieu VII d'Albret
Pour les autres membres de la famille, voir Maison d'Albret.
Amanieu VII (parfois VIII), sire d'Albret de 1298 jusqu'à sa mort en 1326.

## Biographie
Il est le fils d'Amanieu VI d'Albret et de Mathe de Bordeaux, et le frère de Bernard Ezi IV d'Albret, sires d'Albret avant lui. Il épouse Rose de Bourg, dame de Vayres et Verteuil et fille de Guitard de Bourg.
Allié des Anglais, ce puissant seigneur gascon siège au conseil du roi durant les règnes des souverains Édouard Ier et Édouard II d'Angleterre. Il bénéficie des largesses royales grâce à ses liens de parenté avec les Plantagenêt et avec le pape en exercice Martin IV.
En 1286, il met fin à une longue guerre privée qui l'oppose au sénéchal anglais de Gascogne Jean Ferrars contre la modique somme de 20 000 livres tournois, remise par Édouard Ier.
Amanieu a utilisé l'occupation française de l'Aquitaine pendant la guerre entre Édouard I et Philippe IV de France de 1294 à 1303 pour étendre sa propre autorité aux dépens de l'administration ducale.
Entre 1310 et 1324, il continue d'augmenter son indépendance vis-à-vis du gouvernement anglais de Bordeaux en faisant appel devant le Parlement de Paris d'un nombre successif de querelles parfois insignifiantes.
En 1324, il achève sa défection de la cause anglaise en rejoignant les Français lors de la courte guerre de Saint-Sardos.
Il eut de nombreux enfants, parmi lesquels :
- Son fils Bernard Ezi V d'Albret (1295-1358) lui succède à la tête de la maison d'Albret et comme membre du conseil. Époux en 1321 de Mathe fille de Bernard VI d'Armagnac, et père entre autres : d'Arnaud Amanieu d'Albret (lui-même père du connétable Charles d'Albret) ; de Bernard/Bérard, seigneur de Ste-Bazeille par son mariage en 1357 avec Hélène de Caumont (avec sans doute Verteuil ?) ; de Géraud, seigneur de Guiche ; de Rose d'Albret, femme en 1350 de Jean III de Grailly-de Buch ; de Jeanne d'Albret, x 1350 Jean comte de L'Isle-Jourdain ; et de Souveraine d'Albret, x Jean de Pommiers de Fronsac
- Bérard Ier d'Albret seigneur de Vayres, Vertheuil, Rions, x 1318 Guiraude de Gironde. Son fils, Amanieu d'Albret de Vertheuil épouse en 1345 Mabile d'Escoussans de Langoiran, d'où la suite de ces seigneuries (par exemple leur fille Rose d'Albret épouse Bertrand II de Montferrand, et Langoiran passe à cette famille : cf. Bertrand III) ; et leur fille Marguerite d'Albret de Vertheuil épouse en 1365 Raimond II de Montaud-Mussidan, fils d'Auger de Montaud seigneur de Blaye, lui-même seigneur de Montendre et Montguyon
- Assalide d'Albret, x 1323 Raimond V vicomte de Fronsac : leur fille Jeanne de Fronsac, épouse de Guillaume-Sans/Sanche de Pommiers, est la mère de Jean de Pommiers ci-dessus
- Mathe d'Albret (1298/1307-1338), mariée le 5 janvier 1309 à Arnaud Raimond III, vicomte de Tartas, remariée en 1314 avec Hélie Rudel II dit Renaud de Pons, seigneur de Pons et de Bergerac, Montignac, Montcucq, Castelmoron et Gensac. Mathe d'Albret acquiert progressivement de son mari les seigneuries de Gensac, Miremont (lieu probablement situé dans la seigneurie de Gensac) et Castelmoron puis celles de Montignac et Montcucq (commune de Pomport) ainsi que de celle de Pujols dans la sénéchaussée de Carcassonne. En 1337/1338, par un accord avec le roi d'Angleterre Édouard III, duc d'Aquitaine, elle acquiert les seigneuries de Montendre, Condat (manoir dans la commune actuelle de Libourne), Labouheyre, le pays de Brassenx, la prévôté de Born et de Mimizan[1]. Cet accord est particulièrement profitable à son frère Bernard Ezi V d'Albret, qui, à la mort de sa sœur Mathe est son héritier et récupère ainsi ces terres des landes de Gascogne situées entre sa seigneurie de Labrit et l'Océan Atlantique, qui entrent définitivement dans le patrimoine des Albret[2].
- Thomasse, x 1319 Guillaume VIII Maingot de Surgères
- Jeanne, x 1319 Renaud IV seigneur de Pons, Ribérac, Bergerac, vicomte de Turenne et de Carlat, cousin germain du précédent